# Maria Johanna Görtz
Maria Johanna Görtz, également connue sous le nom de Jeanette Görtz, née en 1783 à Stockholm et morte en juin 1853 dans la même ville, est une artiste suédoise, peintre de natures mortes et dessinatrice.

## Biographie
Maria Johanna Görtz naît en 1783 à Stockholm.
Elle expose à l'Académie de Stockholm des beaux-arts en 1803 plusieurs dessins de fleurs et d'oiseaux, qui suscitent un tel intérêt que l'Académie décide de « faire part par écrit à Mademoiselle G. sa satisfaction quant aux progrès qu'elle a accomplis ».
En 1804, elle est nommée membre honoraire de l'Académie de Stockholm, dans le cadre desquelles elle expose des peintures représentant des fleurs et des oiseaux.
L'année suivante, elle présente une œuvre de réception : Un oiseau vert des bois, perché sur une planche de pin, dont le catalogue indique qu'il « est généralement admiré ».
On ne sait guère plus de cette artiste célèbre, si ce n'est qu'elle continue pendant quelques années à exposer à l'Académie et qu'elle meurt à Stockholm le 5 juin 1853.

## Critique
Elle est mentionnée dans le Målarelexikon de Boye comme une peintre assez talentueuse et membre de l'Académie royale des peintres.
Son tableau Oiseaux morts, suspendus à une planche est notamment mentionné comme étant tout à fait remarquable et d'une illusion admirable. Ses fleurs, peintes à l'aquarelle, sont également louées pour la précision avec laquelle elles sont réalisées.